# Frank Schepke
Frank Schepke (5. april 1935 i Königsberg, død 4. april 2017 i Kiel) var en tysk roer, olympisk guldvinder og dobbelt europamester, samt politiker.
Frank Schepke og hans bror Kraft Schepke blev grebet af rosporten, mens de studerede på universitet i Kiel, og de stillede op for den lokale klub ATV Ditmarsia, der på den tid samarbejdede tæt med Ratzeburger RC. Schepke-brødrene kom i den forbindelse med i samarbejdets otter, der blev vesttyske og europæiske mestre i 1959. Brødrene Schepke var desuden med til at blive vesttyske mestre i 1960 i både firer uden styrmand og firer med styrmand.
Ved OL 1960 i Rom blev kræfterne koncentreret om otteren, hvor brødrene igen kom med. Her var USA storfavoritter, idet de havde vundet samtlige de olympiske finaler, de havde deltaget i indtil da. Tyskernes EM-vindere fra 1959 var blandt de både, der blev set som mulige konkurrenter til OL-titlen, og tyskerne mødte op med et nyt åredesign. I indledende heat vandt de da også sikkert, hvorpå de vandt finalen i ny olympisk rekord foran Canada og Tjekkoslovakiet, mens USA meget overraskenede måtte nøjes med en femteplads. Besætningen bestod foruden brødrene Schepke af Manfred Rulffs, Klaus Bittner, Karl-Heinrich von Groddeck, Karl-Heinz Hopp, Walter Schröder, Hans Lenk og styrmand Willi Padge. Schepke modtog både i 1959 og 1960 sammen med resten af otterbesætningen Vesttysklands fineste sportspris, Silbernes Lorbeerblatt.
I 1961 var han tilbage i en ren Kiel-firer med styrmand. Denne båd vandt både det vesttyske mesterskab og EM dette år.
Han indstillede sin rokarriere efter sæsonen 1961 og blev senere en succesrig forretningsmand og indehaver af et virksomhedsrengøringsfirma i Bad Oldesloe. Han blev desuden politiker i det ultranationalistiske og stærkt højreorienterede parti NPD. Han stillede op til Forbundsdagsvalget 1965 for dette parti, dog uden at blive valgt. Igen i 2009 og 2013 forsøgte han at blive valgt, igen uden held. I 2004 tog han initiativ til indførelsen af en lokal valuta for Schleswig-Holstein ved navn KannWas.

## OL-medaljer
- 1960:  Guld i otter